# Ark Hills Sengokuyama Mori Tower
 L'Ark Hills Sengokuyama Mori Tower (アークヒルズ仙石山森タワー?)  è un grattacielo ad uso misto situato a Roppongi, rione Minato, Tokyo.

## Caratteristiche
La torre, di 47 piani, della Mori Building Company è stata completata nel 2012 su di terreno vicino a Ark Hills. L'edificio è situato vicino alla stazione Kamiyachō sulla linea Hibiya della metropolitana di Tokyo e vicino alla stazione Roppongi-itchōme sulla linea Namboku della metropolitana di Tokyo.